# Eumorphus quadriguttatus
Eumorphus quadriguttatus is een keversoort uit de familie zwamkevers (Endomychidae). De wetenschappelijke naam van de soort werd in 1800 gepubliceerd door Johann Karl Wilhelm Illiger.